# Serrodes nigha
Serrodes nigha är en fjärilsart som beskrevs av Achille Guenée 1852. Serrodes nigha ingår i släktet Serrodes och familjen nattflyn. Inga underarter finns listade i Catalogue of Life.

## Bildgalleri

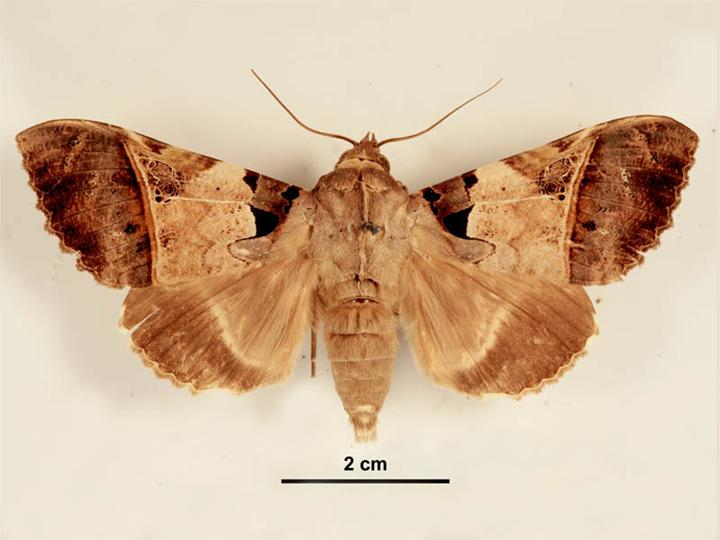
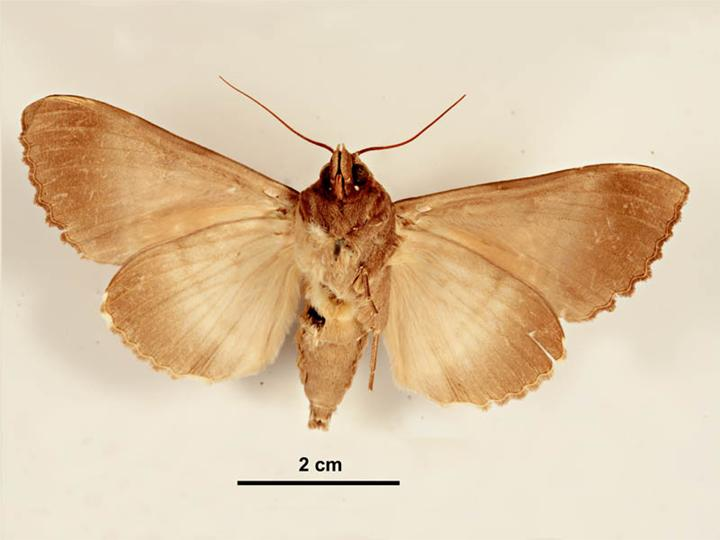
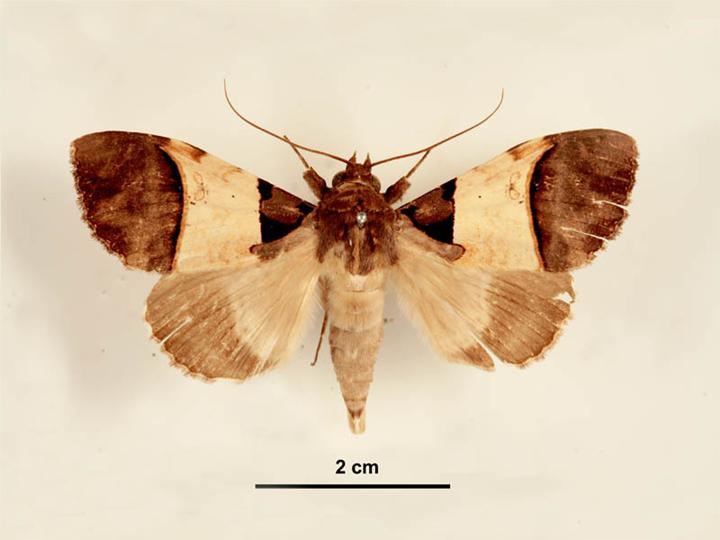
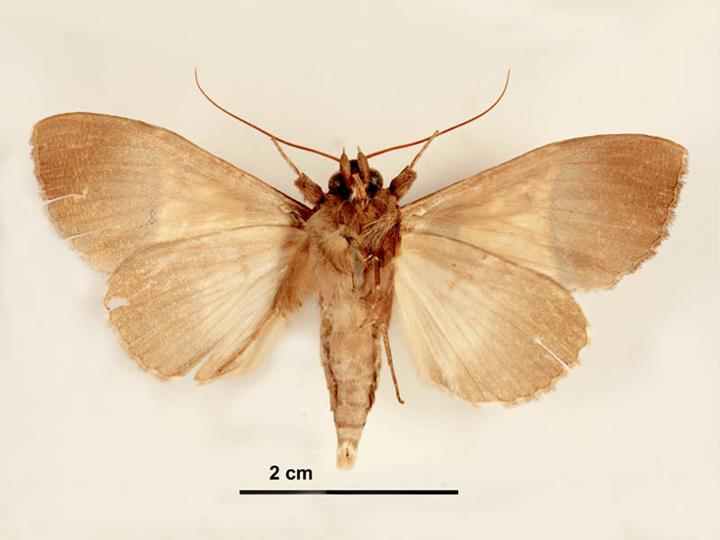
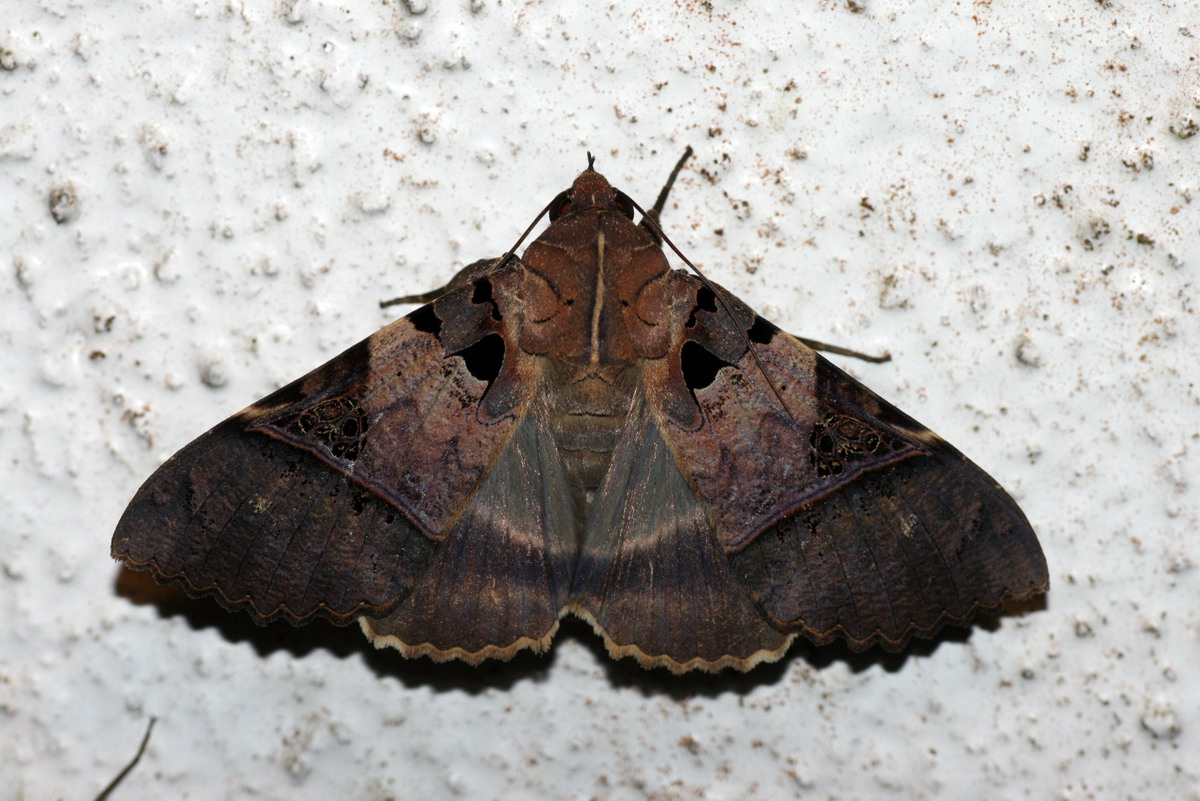
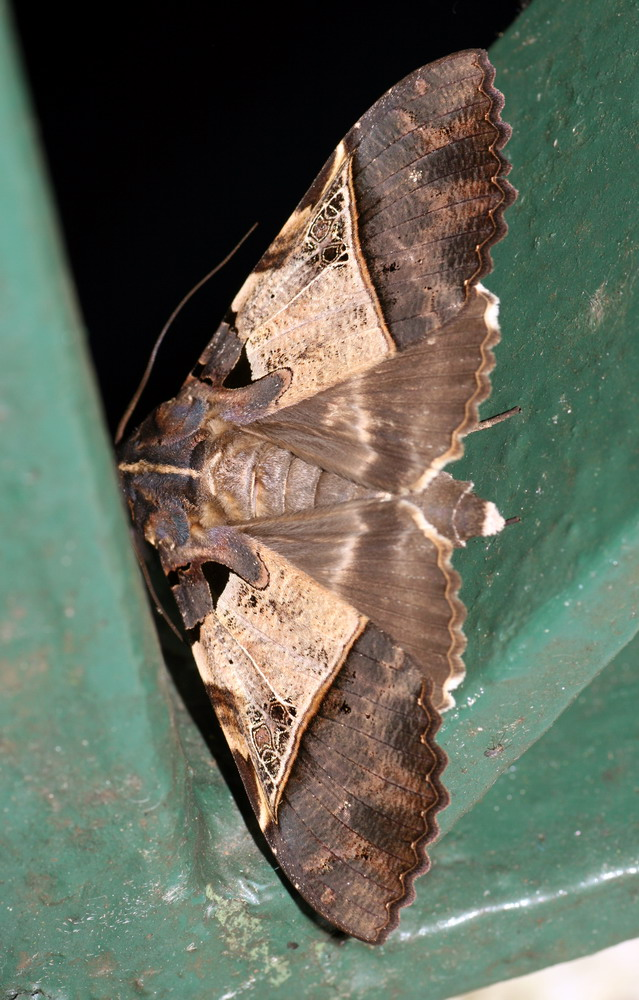